# John Payne (Dichter)

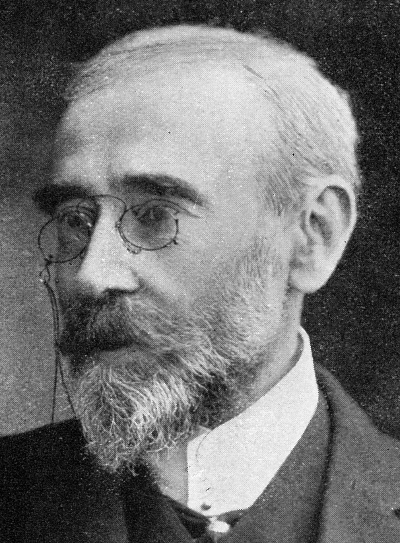
John Payne (1904)

John Payne  (geb. 1842 in London; gest. 15. Februar 1916 ebenda) war ein britischer Dichter und literarischer Übersetzer, der zunächst als Anwalt arbeitete und im späten 19. und frühen 20. Jahrhundert sowohl für seine Originalgedichte als auch für seine Übersetzungen arabischer und persischer Erzählungen bewundert wurde.

## Leben
Payne wurde 1842 geboren und lebte die meiste Zeit seines Lebens in London. Den biographischen Angaben zur John Payne Collection zufolge bewegte er sich ab 1866 in künstlerischen und literarischen Kreisen und traf einige der Präraffaeliten, Arthur O’Shaughnessy, A. C. Swinburne, Catulle Mendes, Anatole France, Richard Burton und andere. Paynes bemerkenswerte Sprachbegabung hätte es ihm ermöglicht, französische, italienische, türkische, arabische und persische Prosa und Verse zu übersetzen. Er heiratete nie und lebte später zurückgezogen.
Payne ist wohl am besten bekannt für seine Übersetzungen von Boccaccios Decamerone, The Arabian Nights und des Diwans von Hafis.
Burton unterstützte dem Artikel der Arabian Nights Encyclopedia (ANE) zufolge Payne gegen Vorwürfe gegen seine Übersetzung von Tausendundeine Nacht ins Englische, indem er Lanes unzureichende Arabischkenntnisse kritisierte. Er zeigte seine Bewunderung für Paynes Übersetzung, die lesbar und genau wäre.

## Werke
- The Masque of Shadows and other poems (1870)
- Intaglios; sonnets (1871)
- Songs of Life and Death. (1872)
- Lautrec: A Poem (1878)
- The Poems of François Villon.(1878)
- New Poems (1880)
- The Book of the Thousand Nights and One Night; now first completely done into English prose and verse, from the original Arabic by John Payne. 9 vols. London: Villon Society (1882–1884)
- Tales from the Arabic (1884)
- The Novels of Matteo Bandello, Bishop of Agen (1890), 6 Bände
- The Decameron by Giovanni Boccaccio (1886), 3 Bände
- Alaeddin and the Enchanted Lamp; Zein Ul Asnam and The King of the Jinn: (1889) editor and translator
- The Persian Letters of Montesquieu (1897), Übersetzer
- The Quatrains of Omar Kheyyam of Nisahpour (1898)
- Poems of Master François Villon of Paris (1900)
- The Poems of Shemseddin Muhammed Hafiz of Shiraz (1901), 3 Bände (Digitalisat)
- Oriental Tales: The Book of the Thousand Nights and One Night [and other tales]. (1901) Vers- und Prosa-Übersetzung in 15 Bänden, herausgegeben von Leonard C. Montesquieu Smithers
- The Descent of the Dove and other poems (1902)
- Poetical Works (1902), 2 Bände
- Stories of Boccaccio (1903)
- Vigil and Vision: New Sonnets (1903)
- Hamid the Luckless and other tales in verse (1904)
- Songs of Consolation: New Poems (1904)
- Sir Winfrith and other poems (1905)
- Selections from the Poetry of John Payne (1906), ausgewählt von Tracy und Lucy Robinson
- Flowers of France: Romantic Period (1906)
- Flowers of France, The Renaissance Period (1907)
- The Quatrains of Ibn et Tefrid (1908, second edition 1921)
- Flowers of France: the Latter Days (1913)
- Flowers of France: The Classic Period (1914)
- Tales from the Arabic of the Breslau and Calcutta (1814-18) Editions of The Book of the Thousand Nights and One Night Not Occurring in the Other Printed Texts of the Work, Now First Done into English by John Payne. 3 vols. London: Printed for subscribers (1914)
- The Way of the Winepress (1920)
- Nature and Her Lover (1922)
- The Autobiography of John Payne of Villon Society Fame, Poet and Scholar (1926)